# Église Saint-Martin de Pont-sur-Seine
L'église Saint-Martin est une église située à Pont-sur-Seine, en France.

## Localisation
L'église est située sur la commune de Pont-sur-Seine, dans le département français de l'Aube.

## Description
L'église Saint-Martin de Pont-sur-Seine est une église romane, dont subsistent la tour nord et le transept du XIIe siècle, agrandie au XVIe siècle. Elle est surmontée d'une flèche octogonale de style roman, haute de 36 mètres, qui contient deux cloches, l'une de 1648, l'autre de 1838. Les murs de l'église en pierre de pays sont enduits de mortier et de ciment. 
L'entrée principale à l'ouest, sobre et dans décor, est une simple ouverture ogivale à deux tores ; elle est flanquée de deux chapelles. Le portail nord, d'époque Renaissance, est richement décoré, surmonté d'un arc orné, dans la gorge, de feuilles et de figures du XVIe siècle, lui-même surmonté d'une archivolte appuyée sur des aiguilles. Sur le trumeau on peut admirer une statue d'une sainte Pèlerine en costume Renaissance. En haut de l'accolade, une statue de sainte Catherine représente, suivant un épisode de la tradition chrétienne, à ses pieds un philosophe qu'elle a confondu. De part et d'autre de cette statue sont placés saint Pierre et saint Paul. Au-dessus de la statue, un fronton sculpté est orné de têtes de dragons et de gargouilles.
À l'intérieur, l'église est entièrement revêtue de peintures exécutées en 1636 sur la commande de Claude Bouthillier de Chavigny par Philippe de Champaigne lui-même et non par Eustache Le Sueur sur des cartons de Champaigne comme on le croyait auparavant. Dans la nef principale sont représentés, sur le mur nord, des prophètes de l'ancien Testament : Moïse, Jérémie et Isaïe ; sur le mur sud, les rois David et Salomon ainsi que le prophète Aggée. Le maître-autel, retable avec deux colonnes corinthiennes, est surmonté d'un tableau représentant la Résurrection, peint par Philippe de Champaigne. On compte également des anges sur les voûtes, des tableaux de paysages et de natures mortes, etc. Au-delà de l'autel se trouve, dissimulée derrière une fausse porte, la châsse de saint Vital en bois de rose flanquée de seize colonnettes en ébène et ornée de dorures.

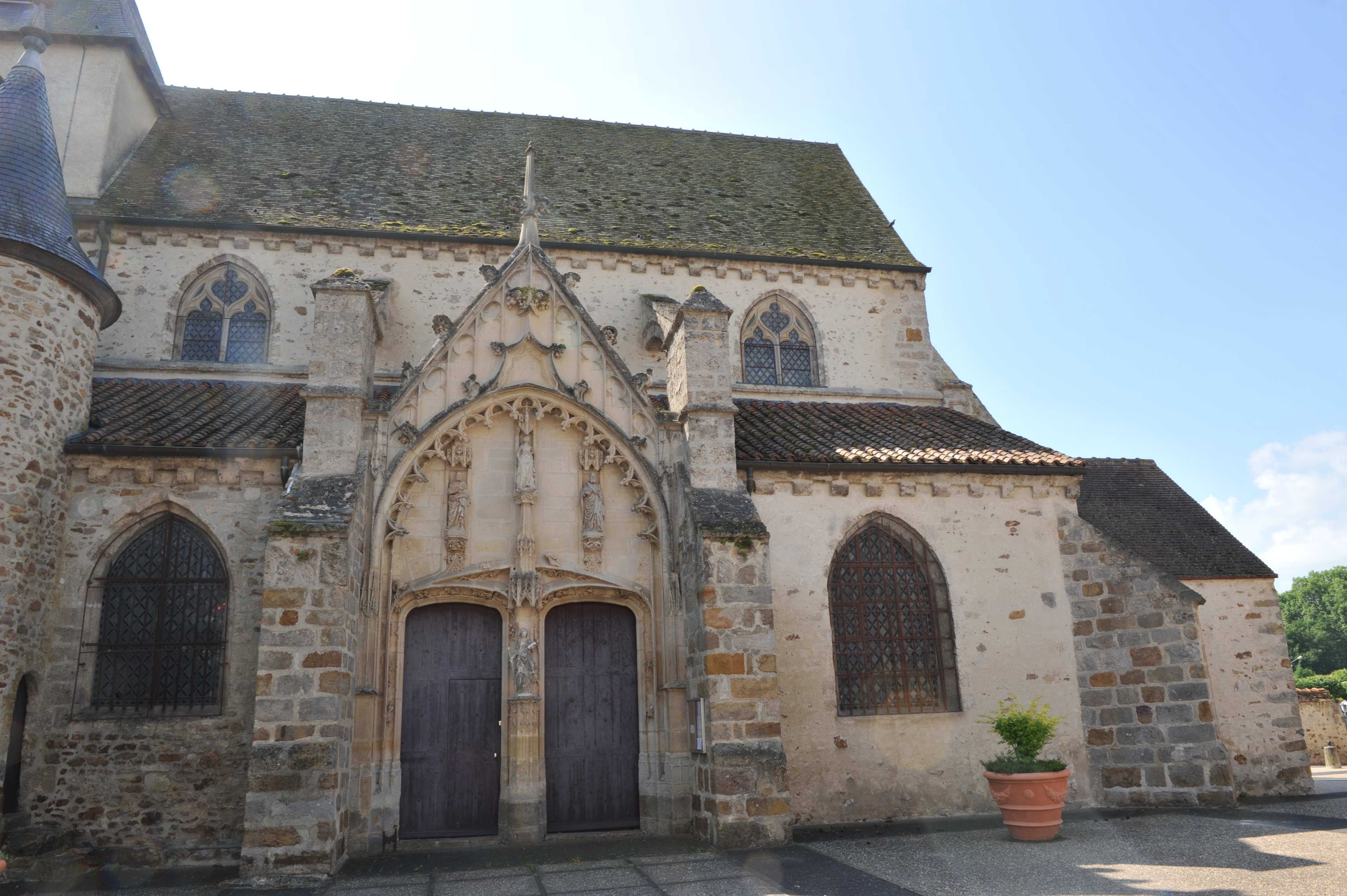
Église de Pont-sur-Seine, portail nord.
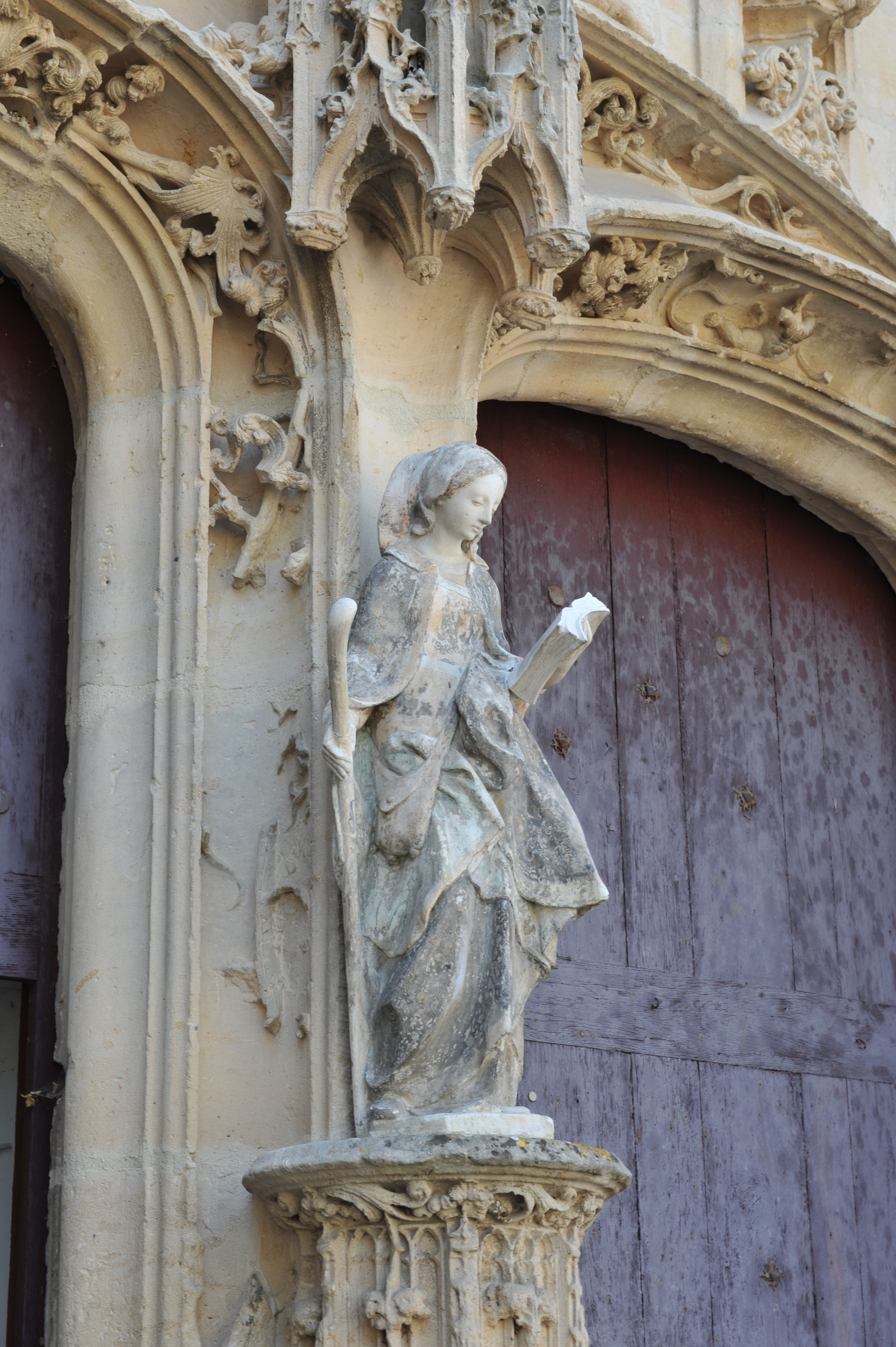
Église de Pont-sur-Seine, portail nord, détail.
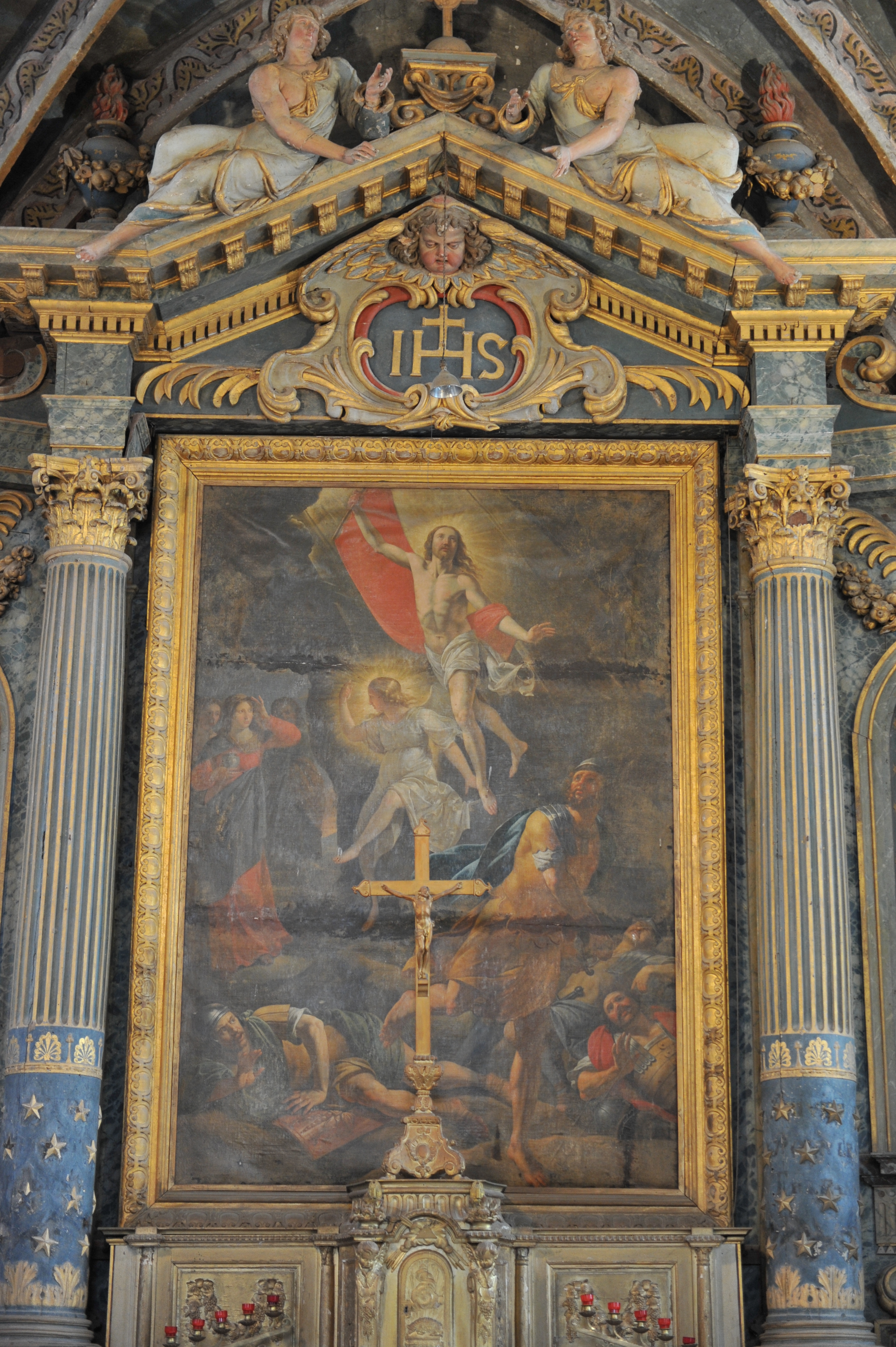
Résurrection au-dessus du maître autel.
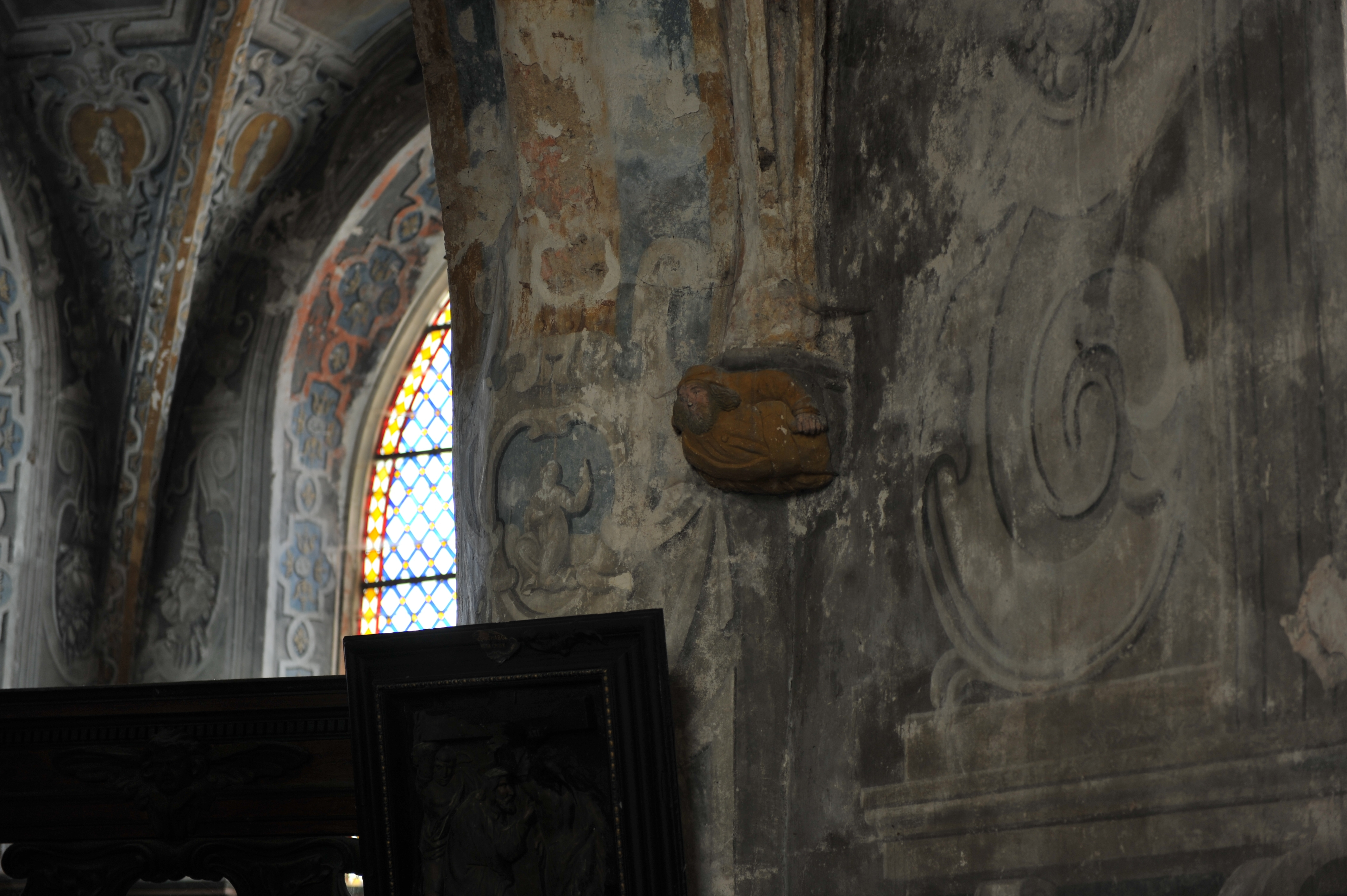
Bas d'arc de voûte : le bon patron.

## Historique
Elle était le siège d'un doyenné rural du diocèse de Troyes, Saint-Martin était le siège de l'une des deux paroisses de Pont qui était à la collation de l'évêque.
L'édifice est classé au titre des monuments historiques en 1963.